# Рожанская, Ольга Владимировна
Ольга Владимировна Рожанская (25 декабря 1951 — 28 апреля 2009) — русская поэтесса.

## Биография
Родилась в семье физика Владимира Николаевича Рожанского (1923—1997) и историка математики Мариам Михайловны Рожанской (урождённой Геффен, 1928—2014). В детстве много времени проводила в Ростове-на-Дону в семье деда, физиолога Н. А. Рожанского. Училась в физико-математической школе № 2, где познакомилась с Анатолием Якобсоном, которого до конца жизни считала главным своим учителем. В 1968 году поступила на механико-математический факультет МГУ, но была отчислена с четвёртого курса за диссидентскую деятельность (в числе прочего за распространение «Хроники текущих событий») и окончила Калининский университет. Работала в ВИНИТИ, преподавала математику в ряде московских вузов.
Член Союза писателей с 1993 года.
Погибла на острове Сицилия, утонув во время шторма.

## Творчество
Стихи Рожанской были опубликованы как тексты романсов в книгах композитора Анатолия Александрова «Романсы» (1978) и «Театральные песенки» (1980). Первая самостоятельная публикация стихов состоялась в 1988 г. в журнале «Юность» в рубрике «Испытательный стенд» (№ 9, вместе с Аркадием Драгомощенко, Виталием Кальпиди, Тимуром Кибировым и др.). Публиковалась в журнале «Континент» (впервые — № 62,1990, с. 43-50) и газете «Русская мысль».

## О поэзии Рожанской
- Анатолий Гелескул. Стихи по вертикали // Рожанская О. Элизий земной. — С. 107—114.
- Бахыт Кенжеев. Рожанская
- Ольга Меерсон. О поэзии Ольги Рожанской
- Oльга Меерсон. О судьбе и творчестве Ольги Рожанской
- Кирилл Анкудинов. Другие[1]